# Associação Industrial Portuguesa
Die Associação Industrial Portuguesa (AIP) ist der Industrieverband  in Lissabon.

## Geschichte
Am 28. Januar 1837 erfolgte die Gründung. Bedingt durch die dann unruhigen Zeiten in Portugal kommt es nach eher geringen Aktivitäten  am 20. März 1860 zur Neugründung unter dem Namen APIF – Associação Promotora da Indústria Fabril (Verein zur Förderung der industriellen Fabriken).
In den Jahren 1861, 1863 und 1865 veranstaltet die APIF Industrieausstellungen und findet hier eine ihrer späteren Hauptaufgaben, die Organisation von Messen.
Am 29. März 1886 Neuorganisation und Wiederaufnahme der ursprünglichen Bezeichnung AIP.
1888 findet die erste nationale Ausstellung der AIP statt, und sie nimmt an der Weltausstellung Paris 1889 teil.
1923 erster Kongress nationaler Handels- und Industrievereinigungen, 1949 die erste Messe FIP – Feira das Indústrias Portuguesas.
1957 Eröffnung der Messegebäude (Pavilhão  Keil do Amaral), 1960 die erste FIL – Feira Internacional de Lisboa (Internationale Messe von Lissabon).
1998 Umzug der Messe an den  Tejo auf das Gelände der Expo 98, 1999 eröffnet dort die neue FIL.
2010 Neuorganisation, es entstehen die CCI-Câmara de Comércio e Indústria (Industrie und Handelskammer) und die CIP-Confederação Empresarial de Portugal (portugiesische Unternehmer-Föderation). Die CCI firmiert aber als AIP-CCI weiter und benutzt den bekannteren Namen AIP.